# Берёзовский сыродельный комбинат
Берёзовский сыродельный комбинат (бел. Бярозаўскі сыраробны камбінат) — предприятие молочной промышленности в Берёзе (Беларусь), ранее входил в состав концерна Брестмясомолпром, в 2018 году приватизирован без аукциона, входит в ОАО «Савушкин продукт». Основная продукция — полутвёрдые сычужные сыры, плавленные сыры, также выпускает питьевое молоко, кефир, ряженку, сметану, творог и творожные продукты, мороженое, сухие молочные концентраты и полуфабрикаты.

## История
В августе 1944 года на территории Берёзовского района начал работу районный маслопром, включавший Берёзовский головной маслозавод, а также Селецкий, Песковский и Сигневичский низовые маслозаводы. Заготовка молока, масла и жирозаменителей осуществлялась как от единоличных хозяйств, так и от населения.
В рамках реконструкции в 1959 году был введён новый паромеханизированный маслодельный завод, способный перерабатывать 30 тонн молока в смену.. В 1965—1967 годах был построен маслодельно-сыродельный завод, способный перерабатывать 50 тонн молока в смену, что позволило значительно расширить ассортимент выпускаемой продукции: начался выпуск новых видов масла, кисломолочной продукции и сметаны, а также освоено производство российского сыра.
В 1981 году начата очередная реконструкция предприятия, в декабре 1986 года была введена в эксплуатацию первая линия нового производства мощностью переработки 280 тонн молока в смену, а в начале 1988 года введён в эксплуатацию цех плавленых сыров.
В 1994 году предприятие преобразовано в открытое акционерное общество «Берёзовский сыродельный комбинат». В декабре 2006 года запущена автоматизированная линия по выпуску твёрдых сыров производительностью 30 тонн готовой продукции в сутки.
В сентябре 2011 года предприятием было приобретено СПК «Земледелец» (вошёл в состав сельскохозяйственного филиала «Луч»), а также запущена вторая автоматизированная линия по выпуску твёрдых сыров производительностью 40 тонн в сутки.
В 2018 году Александр Лукашенко разрешил приватизировать прибыльное предприятие без аукциона: контрольный пакет акций продали компании «Савушкин продукт» Александра Мошенского. Численность работников комбината, включая филиалы, за 2018—2019 годы сократилась с 1503 до 1103 человек.

## География экспорта
Основным импортёром продукции предприятия является Российская Федерация. Кроме того, предприятие сотрудничает с такими странами, как Украина, Казахстан, Туркменистан, Азербайджан, Армения, Молдова, Литва, Нидерланды, Франция, Германия, Чехия, Польша, Болгария, Вьетнам, Китай, Латвия, Мексика и США.

## Состав предприятия
Кроме основной производственной площадки в городе Берёза, в состав предприятия входят: Ивановский цех в городе Иваново, Ивацевичский цех в городе Ивацевичи, СПК «Луч».